# Trofeo Corpus de Lugo
- Este Torneo disputado en Lugo (España), durante la festividad del Corpus Christi en el campo de Estadio Anxo Carro o Ángel Carro (en castellano), entre los años 1955 y 1975, si bien hubo muchos años en que se vio interrumpido, concretamente las ediciones de 1961 a 1963, 1965 a 1967, 1969 y 1972.
- Otros torneos de fútbol disputados en España durante la festividad del Corpus Christi fueron el Trofeo Corpus de Ourense y el Trofeo Corpus de Cádiz.

## Palmarés
| Año  | Edición      | Campeón                      | Resultado  | Subcampeón                   |
| ---- | ------------ | ---------------------------- | ---------- | ---------------------------- |
| 1955 | I            | R. C. Celta de Vigo          | 3-2        | R. C. Deportivo de la Coruña |
| 1956 | II           | R. C. Deportivo de la Coruña | 2-1        | R. C. Celta de Vigo          |
| 1957 | III          | Atlético de Madrid           | 2-1        | Real Oviedo                  |
| 1958 | IV           | R. C. Celta de Vigo          | 3-2        | S. C. Braga                  |
| 1959 | V            | C. D. Lugo                   | 2-1        | R. C. Deportivo de la Coruña |
| 1960 | VI           | Real Oviedo                  | 1-0        | C. D. Orense                 |
| 1961 | No disputado | -                            | -          | -                            |
| 1962 | No disputado |                              | -          | -                            |
| 1963 | No disputado |                              | -          | -                            |
| 1964 | VII          | R. C. Celta de Vigo          | 3-1        | S. C. Vianense               |
| 1965 | No disputado | -                            | -          | -                            |
| 1966 | No disputado | -                            | -          | -                            |
| 1967 | No disputado | -                            | -          | -                            |
| 1968 | VIII         | C. D. Lugo                   | 4-1        | R. C. Deportivo de la Coruña |
| 1969 | No disputado | -                            | -          | -                            |
| 1970 | IX           | C. D. Lugo                   | 2-0        | Real Valladolid              |
| 1971 | X            | R. C. Celta de Vigo          | 2-0        | Racing Club de Ferrol        |
| 1972 | No disputado | -                            | -          | -                            |
| 1973 | XI           | R. C. Celta de Vigo          | 1-1 (pen.) | C. D. Lugo                   |
| 1974 | XII          | C. D. Lugo                   | 2-0        | C. D. Orense                 |
| 1975 | XIII         | Pontevedra C. F.             | 3-1        | C. D. Lugo                   |

## Campeones
| R. C. Celta de Vigo          | 5 | 1955, 1958, 1964, 1971 y 1973 |
| C. D. Lugo                   | 4 | 1959, 1968, 1970 y 1974       |
| R. C. Deportivo de la Coruña | 1 | 1956                          |
| Atlético de Madrid           | 1 | 1957                          |
| Real Oviedo                  | 1 | 1960                          |
| Pontevedra C. F.             | 1 | 1975                          |